# Saint-Julien-en-Genevois
Saint-Julien-en-Genevois – miejscowość i gmina we Francji, w regionie Owernia-Rodan-Alpy, w departamencie Górna Sabaudia.

## Położenie
Leży przy samej granicy ze Szwajcarią, która otacza miejscowość od zachodu, północy i częściowo wschodu. Linia granicy wyznacza zwartą zabudowę miejscowości od północy i częściowo wschodu. Po wschodniej stronie miejscowości przebiega francuska autostrada A41 (dalej – szwajcarska autostrada A1), po stronie południowej – autostrada A40. Zachodnią część miejscowości przecina rzeka Aire (dopływ Arve). Przez miejscowość przebiega (mniej więcej w linii wschód – zachód) linia kolejowa Annemasse – Bellegarde-sur-Valserine.

## Demografia
Według danych na rok 1990 gminę zamieszkiwały 7922 osoby, a gęstość zaludnienia wynosiła 748 osób/km² (wśród 2880 gmin regionu Rodan-Alpy Saint-Julien-en-Genevois plasuje się na 94. miejscu pod względem liczby ludności, natomiast pod względem powierzchni na miejscu 1076).